# Lex Heinze
Die sogenannte Lex Heinze war in Deutschland ein umstrittenes Gesetz zur Änderung des Reichsstrafgesetzbuches aus dem Jahre 1900. Der Entwurf sah vor, die Darstellung „unsittlicher“ Handlungen in Theateraufführungen zu zensieren, die Vorschriften gegen Pornografie und Kuppelei zu verschärfen sowie den Straftatbestand der Zuhälterei einzuführen. Nach zahlreichen öffentlichen Protesten und Widerstand weiter Kreise des liberalen Bürgertums sowie der Sozialdemokratie entschärfte der Reichstag den Gesetzesentwurf und billigte die „Sittlichkeitsparagraphen“ des Reichsstrafgesetzbuches in einer Kompromissfassung. Benannt war das Gesetz nach dem Berliner Zuhälter Hermann Heinze, der wegen einer 1887 begangenen Körperverletzung mit Todesfolge angeklagt und verurteilt wurde. Sein Name steht für „Unsittlichkeit“ im weitesten Sinn, wie sie in diesem Prozess zur Sprache kam.

## Gesetzgebungsverfahren

Zur lex Heinze. Karikatur von Ferdinand von Rezniček aus dem Simplicissimus vom 27. Februar 1900.

Der Gesetzentwurf ging auf die Initiative von Wilhelm II. zurück und lag in einer ersten Fassung schon 1892 vor. Am 6. Februar 1900 wurde am Schluss der zweiten Lesung die Lex Heinze angenommen. Durch den „Kunst- und Schaufensterparagraphen“ sollte die Verbreitung von Bildern und Schriften, „… welche, ohne unzüchtig zu sein, das Schamgefühl gröblich verletzen …“ unterbunden werden. Der „Arbeitgeberparagraph“ drohte Arbeitgebern mit Strafe, die ihre Arbeiterinnen „zur Duldung oder Verübung unzüchtiger Handlungen bestimmen“. Hinzu kam ein „Theaterparagraph“, der Gefängnis vorsah für jeden, „… der öffentlich theatralische Vorstellungen, Singspiele, Gesangs- oder deklamatorische Vorträge, Schaustellungen von Personen oder ähnliche Aufführungen veranstaltet oder leitet, welche durch gröbliche Verletzung des Scham- und Sittlichkeitsgefühls Ärgernis zu erregen geeignet sind“.
Vor allem die Kunst- und Theaterparagraphen lösten in der Öffentlichkeit starken Protest aus. Die Gegner kritisierten die beliebig auslegbare Zensur und wiesen darauf hin, dass zahlreiche wertvolle und allgemein anerkannte Kunstwerke der Antike bis zur Neuzeit nicht mehr öffentlich ausgestellt werden dürften. Am 15. März 1900 gründeten etwa 150 Künstler, Politiker und Gelehrte unter der Führung des prominenten Schriftstellers Hermann Sudermann den Goethe-Bund zur Wahrung der künstlerischen und wissenschaftlichen Freiheit. Neben ihm trat auch der Münchner Theaterunternehmer Otto Falckenberg mit einer Kampfschrift gegen das Gesetzesvorhaben auf: Das Buch von der Lex Heinze, Ein Kulturdokument aus dem Anfange des zwanzigsten Jahrhunderts (Staackmann, Leipzig 1900), das zahlreiche Stellungnahmen bekannter Persönlichkeiten aus Kunst, Literatur und Wissenschaft zusammentrug. Unter den Verfassern waren außer Falckenberg selbst Michael Georg Conrad, Franziska zu Reventlow, Ernst von Wildenbruch und der Jugend-Herausgeber Georg Hirth. Mit Unterstützung der Sozialdemokraten im Reichstag erreichten diese Proteste einige Änderungen, die in der dritten Lesung am 22. Mai zu einer Kompromissfassung führten, in der sowohl der „Kunst-“ oder „Schaufenster-“ wie der „Theaterparagraph“ ersatzlos gestrichen wurden. Die Zensur umging man ohnehin durch die Kennzeichnung von Veranstaltungen als „Geschlossene Gesellschaft“.

## Gesetz
§ 184 des Reichsstrafgesetzbuches – „Verbreitung unzüchtiger Schriften“ – lautete in der 1900 in Kraft getretenen Fassung:
„Mit Gefängnis bis zu einem Jahre und mit Geldstrafe bis zu eintausend Mark oder mit einer dieser Strafen wird bestraft, wer
- unzüchtige Schriften, Abbildungen oder Darstellungen feilhält, verkauft, verteilt, an Orten, welche dem Publikum zugänglich sind, ausstellt oder anschlägt oder sonst verbreitet, sie zum Zwecke der Verbreitung herstellt oder zu demselben Zwecke vorrätig hält, ankündigt oder anpreist;
- unzüchtige Schriften, Abbildungen oder Darstellungen einer Person unter sechzehn Jahren gegen Entgelt überläßt oder anbietet;
- Gegenstände, die zu unzüchtigem Gebrauche bestimmt sind, an Orten, welche dem Publikum zugänglich sind, ausstellt oder solche Gegenstände dem Publikum ankündigt oder anpreist;
- öffentliche Ankündigungen erläßt, welche dazu bestimmt sind, unzüchtigen Verkehr herbeizuführen.

Neben der Gefängnisstrafe kann auf Verlust der bürgerlichen Ehrenrechte sowie auf Zulässigkeit von Polizeiaufsicht erkannt werden.“ (Siehe auch Weblink unten, der die weiteren Paragraphen enthält.)
Die damals eingeführten Bestimmungen traten in der DDR 1968 durch die Einführung des Strafgesetzbuchs (DDR) und in der Bundesrepublik durch die Sexualstrafrechtsreform von 1973 außer Kraft.
Die Lex Heinze kann als Vorläufer der Straftatbestände Verbreitung pornographischer Inhalte, Förderung sexueller Handlungen Minderjähriger und Zuhälterei im heutigen deutschen Strafgesetzbuch angesehen werden.